# Ekblekmaskspinnare
Ekblekmaskspinnare, Cymatophorima diluta är en fjärilsart som först beskrevs av Michael Denis och Ignaz Schiffermüller 1775.  Ekblekmaskspinnare ingår i släktet Cymatophorima, och familjen sikelvingar, Drepanidae. Arten är reproducerande i Sverige, men saknas i Finland. Enligt svenska rödlistan är arten livskraftig, LC i Sverige. Inga underarter finns listade i Catalogue of Life.